# Brainwash – Ein Mann in Bestform
Brainwash – Ein Mann in Bestform (Originaltitel: Paradis pour tous) ist ein französischer Spielfilm aus dem Jahr 1982. Regie führte Alain Jessua.

## Handlung
Alain Durieux, ein durchschnittlicher Angestellter, unternimmt einen Selbstmordversuch. Der Arzt Pierre Valois nimmt sich seiner an und unterzieht ihn einer Therapie, die bereits vorher an Affen getestet wurde. Diese Therapie bezeichnet Dr. Valois als „Flashing“. Das Wesen von Alain verändert sich darauf signifikant und er wird zum Draufgänger. Die Therapie gerät jedoch außer Kontrolle und Alain versucht, sich selbst zu „flashen“. Der Film endet mit einem Streit zwischen Alain und seinem Arbeitgeber. Alain wirft aus Wut eine wertvolle Skulptur aus dem Fenster des Büros, die auf einem Autodach landet.

## Kritik
„Gut gespielte, aber nur mittelmäßig inszenierte Komödie über das Leben und die Leistungsgesellschaft.“